# خيرات جولديباي أولي
خَيْرَاتْ جُولْدِيبَايْ أُولِي مَامْبِيتْبَايِفْ (بالقازاقية: Қайрат Жолдыбайұлы Мәмбетбаев)‏ — باحث الدين الإسلام الكازاخستاني. النائب الأوّل لمفتي العام إدارة الدينية المسلمين الكازاخستانيين — إيرلان ماياميروف. كان إماما وخطيبا في مسجد «خزرات سلطان» في العاصمة أستانا. و قد طلب العلم في جامعة الأزهر و هو أول الكازاخيين من تخرّج من هذه الجامعة.

## عقائده
و أما اعتقاده فهو يتبع مذهبين الإمامين — أبي منصور الماتريدي و أبي الحسن الأشعري كما ظهر في كتبه ومؤلفاته. و يتبع في الفقه مذهب أبي حنيفة واشتدّ تقليده بهذا المذهب.
1. ↑  (بالروسية)Кто есть кто в Казахстане? نسخة محفوظة 28 مارس 2014 على موقع واي باك مشين.